# 尹炳世
尹炳世（韓語：윤병세、1954年8月3日—）、韓国外交官、政治人物。2013－2017年任外交部部長。
現任全球軍事領域負責任人工智慧委員會聯合主席及爾國際法律學院（SILA）主席，青瓦台基金會主席，NEAR全球調查計畫主席，韓國和平基金會和NEAR基金會的董事會成員。

## 经歴
第10届外务考试出身，从1977年开始在外务部工作。2004年任国家安全保障会议政策调整室长，2006年担任外交部助理次長、青瓦台外交安保首席秘书官等职务。2009年离开青瓦台后成为西江大学特邀教授。2010年12月成为国家未来研究院会员，并参与候任总统朴槿惠的外交安保智囊团。2013年經朴槿惠任命為外交部部長，2017年6月18日卸任，任期4年99天，為僅次於朴東鎭（박동진）在任期間第二久的外長。

## 学历
- 京畿高中毕业。
- 漢城國立大学法学学士
- 漢城國立大学研究生院法学系
- 约翰霍普金斯大学硕士

## 履历
- 1976年：第10届外务考试合格
- 1977年：進入外务部
- 1984年：駐悉尼总领事馆领事
- 1994年：外交部北美1課課长
- 1995年：驻新加坡大使馆公使参赞
- 1999年：外务部北美局审议官
- 2000年：常駐日內瓦辦事處（朝鲜语：주 제네바 대한민국 대표부）公使
- 2002年：駐美大使馆大使
- 2004年：国家安全保障会议秘书处政策協調室长
- 2006年：外交通商部助理次長
- 2006年：总统秘书室统一外交安保政策首席秘书官
- 2009年：西江大学国际研究生院受聘教授
- 2013年：外交部部長

## 外交部長任內

### 对日外交
- 2013年4月22日，因安倍晋三再任首相前参拜靖国神社及奉納祭品，中止對日本訪問[1]。

### 其他国家
- 2016年6月4日，尹炳世訪問古巴首都哈瓦那，此次访问是韩国政府官员首次访问古巴。尹炳世本人称此访「将成为改善韩古关系的重要里程碑。」[2]

## 荣誉

### 韩国勋章奖章
- 黄条勤政勋章（2005年12月31日[3]）

### 外国勋章奖章
- 圣米迦勒及圣乔治爵级司令勋章（英国，2013年11月[4]）：国事访问

## 脚注
1. ↑  韓国外相、安倍首相の靖国奉納受け訪日中止＝聯合ニュース （页面存档备份，存于） 2013年4月 22日
2. ↑  . 環球時報. 2014-12-19  [2020-11-30]. （原始内容存档于2020-12-18）.
3. ↑  . 대한민국 상훈.   [2022-06-07]. （原始内容存档于2022-06-19）.
4. ↑  （英文） (PDF). Gov.uk.   [2023-06-12]. （原始内容存档 (PDF)于2023-05-30）.